# Brambosteler Moor
Das Brambosteler Moor  ist ein 105 ha großes Naturschutzgebiet im Naturpark Lüneburger Heide in Niedersachsen.

## Beschreibung

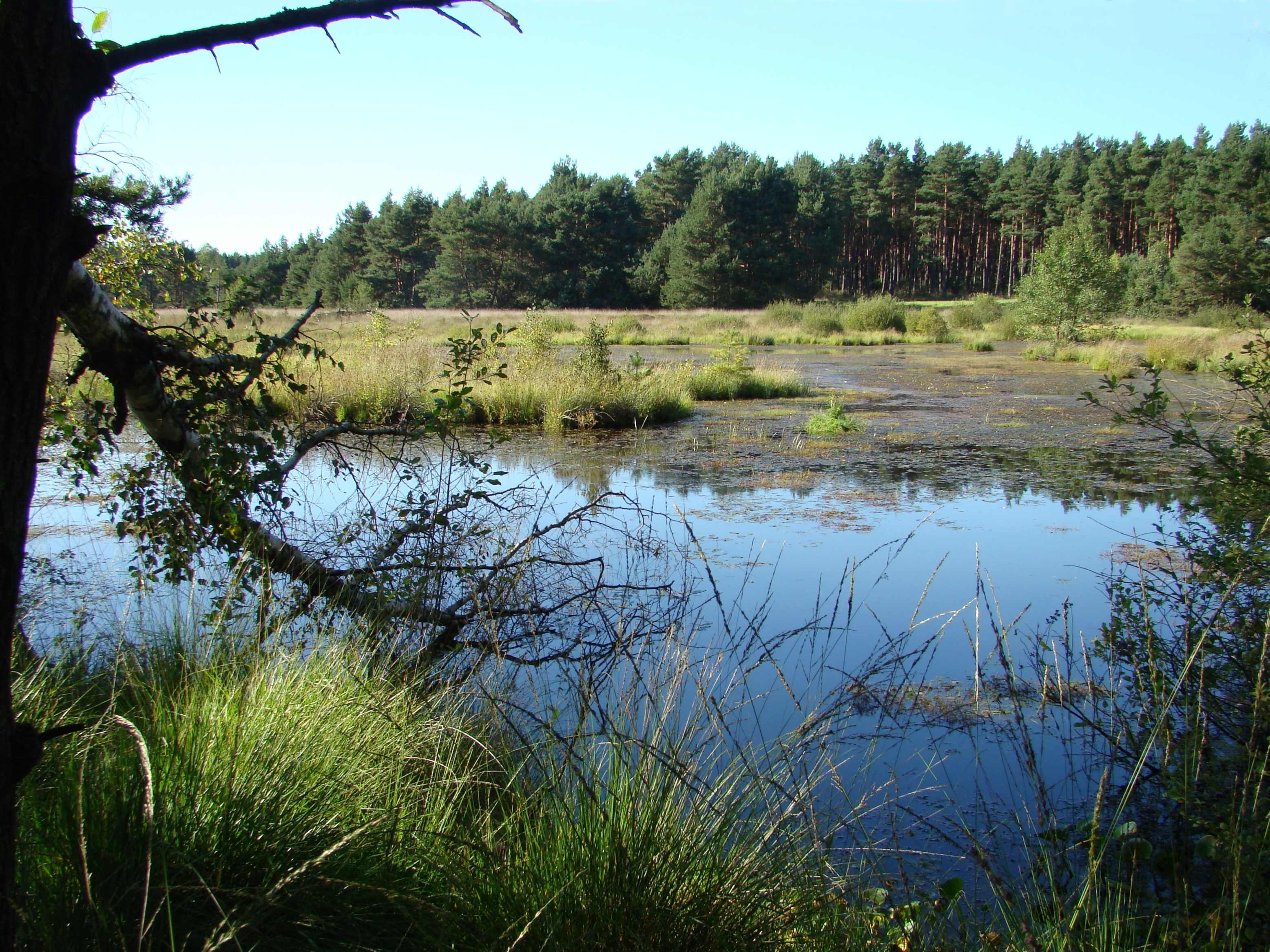
Das Brambosteler Moor

Das Naturschutzgebiet mit dem Kennzeichen NSG LÜ 166 ist etwa 153 Hektar groß. Die namensgebende Ortschaft Brambostel, Ortsteil der Gemeinde Wriedel im Landkreis Uelzen, liegt 2 km entfernt nördlich. Östlich des Naturschutzgebietes Brambosteler Moor, unmittelbar anschließend, befindet sich das Naturschutzgebiet Kiehnmoor. Hier befindet sich das Quellgebiet der Gerdau, dem linken bzw. westlichen Quellfluss der Ilmenau.

## Geschichte
Mit Verordnung vom 23. Juni 1988 wurde das Brambosteler Moor zum Naturschutzgebiet erklärt. Das Gebiet war rund 105 Hektar groß. 82,5 Hektar entfielen auf den Landkreis Uelzen, 22,5 Hektar auf den Landkreis Heidekreis. 2018 wurde die Naturschutzverordnung neu gefasst und das Gebiet dabei auf rund 153 Hektar vergrößert. Zuständig sind die Landkreise Heidekreis und Uelzen als untere Naturschutzbehörden.